# Radnevo
Radnevo (în bulgară Раднево) este un oraș în partea de sud a Bulgariei. Aparține de  Obștina Radnevo, Regiunea Stara Zagora.

## Demografie
Componența etnică a orașului Radnevo
     Bulgari (86,24%)
     Romi (5,54%)
     Nicio identificare (7,63%)
     Altele (0,92%)
La recensământul din 2011, populația orașului Radnevo era de 12.854 locuitori. Din punct de vedere etnic, majoritatea locuitorilor (86,24%) erau bulgari, cu o minoritate de romi (5,54%). Pentru 7,63% din locuitori nu este cunoscută apartenența etnică.